# Битва при Олту
Битва при Олту — вооруженное столкновение, состоящее фактически из двух сражений, первое из них (с 18 по 25 июня 1920 года) произошло между армянскими войсками и местными турецкими ополченцами в районе Олту, Армения, а второе — 3-5 сентября 1920 года, когда турецкие войска вытеснили армянские войска из окрестностей Олту.

## Предпосылки
После русско-турецкой войны 1877—1878 годов по Сан-Стефанскому миру и Берлинскому трактату окрестности Олту были в 1878 году присоединены к Российской империи, составив Ольтинский округ Карсской области. В начале Первой мировой войны Османская империя ненадолго заняла данные земли, но уже в начале 1915 года Россия вернула контроль над ними
Первая мировая война закончилась, Османская империя была повержена. Российская империя распалась в ходе гражданской войны в России, в то время как в Грузии и Армении сформировались свои собственные правительства. Севрский договор, установивший новые границы Османской империи, ещё не был подписан. Окрестности Олту, известные тогда как регион Ардаган-Ольты, являлись спорными одновременно между Грузией, Арменией и Турцией. Грузинская демократическая республика приняла де-юре власть над ними, когда провозгласила независимость 26 мая 1918 года. Республика Армения также де-юре приняла власть над этим регионом 28 мая 1918 года.

## Первое сражение
Конфликт возник, когда Грузинская демократическая республика не смогла сохранить контроль над своей самой западной провинцией, районом Олту, и вместо неё контроль взяли на себя местные мусульманские полевые командиры. Между местными представителями турецких общин и армянскими пограничниками произошла стычка, в результате чего местный армянский полководец инициировал карательный поход в район Олту. 16 июня 1920 года армянские войска вторглись в район Олту и присоединили его восточную часть (без города Олту) к Республике Армения. Тем временем 10 августа 1920 года был подписан Севрский мирный договор, подтверждающий факт независимости армянского государства в границах, определённых арбитражным решением президента США Вудро Вильсона.

## Второе сражение
В августе правительство Армении предприняло попытку оккупировать город Олту с окрестностями. В ответ генерал Кязым Карабекир 3 сентября перевел в данный регион четыре турецких батальона, вследствие чего армяне были вынуждены уступить. Затем Карабекир 20 сентября вторгся в Республику Армения, что побудило правительство Армении объявить войну Турции четыре дня спустя, тем самым началась турецко-армянская война.